# Alain Robbe-Grillet
Alain Robbe-Grillet [Rob grije] (18. srpna 1922 Brest – 18. února 2008, Caen) byl francouzský spisovatel, literární teoretik, scenárista a filmový režisér, spolu s Nathalií Sarrautovou hlavní představitel nového románu.

## Život
Robbe-Grillet se narodil v Brestu rodičům s technickým a přírodovědným vzděláním. Střední školu absolvoval v Paříži a poté začal studovat v Národním agronomickém institutu. V letech 1943-44 byl totálně nasazen v Norimberku. Rok po návratu (1945) byl v Paříži promován inženýrem agronomem a povolán do Národního statistického ústavu. Od roku 1949 působil jako agronom Ústavu koloniálního ovocnářství v Maroku, Guineji, na Martiniku a Guadeloupu (1949-51).
V následujícím životě se věnoval pouze literatuře, později také filmu. Jeho první vydaný román, Gumy (Les Gommes), vyšel v roce 1953 v nakladatelství Minuit. Již v roce 1949 napsal román Královražda (Un régicide), ten však tehdy nakladatelství Gallimard odmítlo a vyšel až v roce 1987 v nakladatelství Minuit. Od roku 1955 působil třicet let v tomto nakladatelství jako dramaturg.
V roce 1960 byl jedním ze 121 francouzských intelektuálů a umělců, kteří podepsali stejnojmenný manifest (Manifeste des 121) na podporu práva Alžířanů na nezávislost.
V té době se začal věnovat také filmové tvorbě. Spolu s režisérem Alainem Resnaisem napsal scénář k filmu Loni v Mariánských Lázních (L'Année dernière à Marienbad, 1961). Od roku 1966 se uplatnil i jako režisér. Jeho filmy se často pohybovaly od erotiky až po sadomasochismus, v němž byl považován za znalce spolu se svou ženou spisovatelkou Catherine Robbe-Grilletovou.
V letech 1966-68 však také pracoval ve Výboru pro obranu a šíření francouzského jazyka (Haut comité pour la défense et l’expansion de la langue française).
V roce 1975 vytvořil spolu s malířem René Magrittem knihu La Belle captive, ve které se propojuje Robbe-Grilletův text a Magrittovy kresby.
V letech 1972-1997 přednášel Alain Robbe-Grillet v USA na New York University a Washingtonově univerzitě v St. Louis. V letech 1980-1988 také řídil Středisko sociologie literatury na Svobodné univerzitě v Bruselu.
25. března 2004 byl zvolen do Francouzské akademie, nepronesl však svoji vstupní řeč, neboť odmítl obléci si zelený hábit podle tradice, kterou považoval za přežilou. Navíc podle svědectví své ženy odmítl předložit svoji vstupní řeč v předstihu ke schválení výboru akademiků. Protože zemřel dříve, než se našlo řešení sporu, nikdy ve Francouzské akademii nezasedl.
V roce 1963 se usadil v Mesnil-au-Grain v kraji Calvados; tam napsal většinu svých děl a svého vzdělání agronoma využil k péči o park u zámečku z 18. století. Později spolupracoval s Památníkem současného písemnictví, založeným roku 2003 v Caenu, kde uložil svůj archiv a jehož ředitele ustanovil svým univerzálním dědicem.
Alain Robbe-Grillet zemřel na selhání srdce v noci ze 17. na 18. únor 2008 Poslední knihou Alaina Robbe-Grilleta je detektivní román se špionážní zápletkou La Reprise, odehrávající se v poválečném Berlíně.

## Dílo

### Literární tvorba
Svůj první román, Un régicide (Královražda), napsal Robbe-Grillet už na konci 40. let, kniha však vyšla až v roce 1987. Jeho první vydanou knihou byl zdánlivě detektivní, ve skutečnosti však oidipovský román Les Gommes (Gumy) z roku 1953, který literární kritik a sémiotik Roland Barthes uvítal v časopise Critique a jeho autorovi založil postavení vůdčí osobnosti tzv. nového románu, ač toto označení vzniklo o několik let později u konzervativní kritiky a zpočátku nemělo pozitivní význam.
Ve stejném duchu vznikly i jeho další práce, romány La Jalousie (Chtivost) z roku 1957, který Vladimir Nabokov nazval nejlepším románem století, a Dans le Labyrinte (V labyrintu) z roku 1959. V roce 1963 vydal teoretickou stať o umění románu Pour un Nouveau Roman (Za nový román). Přestože La Jalousie znamenala pro francouzského nakladatele značný finanční neúspěch, byla v krátké době přeložena do řady jazyků.
Ve svém díle potlačoval chronologii a logiku příběhů, programově se nezabýval psychologií, tvrdil, že literární tvorba nemůže sloužit ničemu a nikomu, tím vlastně odmítl jakoukoliv literaturu, včetně své (napsal několik obhajob nového románu - obhajoba slouží novému románu). Prohlášením, že neexistuje nic než rukopis, zrušil vztah mezi obsahem a formou. To vlastně vylučuje jakýkoliv popis jeho děl a většinu populace odrazuje tato díla číst. 

Postupně se dostal do světa tvarů, čímž zrušil význam, zrovnoprávnil vztah člověka s ostatními živými tvory a ty pak zrovnoprávnil s neživou přírodou. Jeho vnímání vedlo k tomu, že nakonec popřel chování jako takové - „žádná věc ani čin nemůže být velkolepá, nebo krásná, čin nemůže být dobrý ani zlý, vše prostě je.“
Všechna svá díla považoval za autobiografická, vyznávaje zásadu Clauda Simona, že vše je autobiografické, dokonce i fikce. Od 80. let napsal několik autobiografických knih, např. Les derniers jours de Corinthe (Poslední dny Corinthovy).
Robbe-Grillet zastával názor, že život není ani smysluplný, ani absurdní, ale zkrátka jednoduchý. Absurditu vytrvalého hledání smyslu ironizoval v řadě svých děl (mj. Les Gommes a L'Année dernière à Marienbad).

#### Romány, novely, povídky
- Les Gommes, 1953 (Gumy, překl. Svatopluk Horečka, 1964).
- Le Voyeur, 1955 (Očitý svědek).
- La Jalousie, 1957 (Žárlivost, překl. Alena Hartmanová, 1965).
- Dans le labyrinte, 1959 (V bludišti).
- Instantanés, 1962 (Momentky).
- La Maison de rendez-vous, 1965, (Dům milostných schůzek, překl. Marek Sečkař, 2004)
- Projet pour une révolution à New-York, 1970 (Projekt revoluce v New Yorku).
- La Belle Captive, 1975 (Krásná zajatkyně).
- Topologie d'une cité fantôme, 1976, Topologie pomyslného města).
- Souvenirs du Triangle d'Or (Vzpomínky na zlatý trojúhelník), 1978.
- Un régicide, 1978 (Královražda).
- Djinn, 1981 (Džin).
- Le Miroir qui revient, 1984 (Zrcadlo, které se navrací).
- Les derniers jours de Corinthe, 1985 (Poslední dny Corinthovy).
- Angélique, ou, l'Enchantement, 1987 (Angelika čili Okouzlení).
- La reprise, 2001 (Repríza, překl. Marek Sečkař, 2006).

#### Ciné-romány[3]
- L'Année dernière à Marienbad, 1961 (Loni v Marienbadu).
- L'Immortelle, 1963 .
- Glissements progressifs du plaisir, 1974.

#### Eseje
- Pour un Nouveau Roman, 1963 (Za nový román, překl. Petr Pujman, 1970).
- Le voyageur, essais et entretiens, 2001 (Poutník).[4]

### Filmová tvorba
Jeho snahou bylo vytvořit „objektivní pohled kamery“, čehož dociloval umístěním kamery jakoby v hlavě postavy - vypravěče. Zachycoval svět samostatně a nezávisle na existujících věcech. Prostředkem přiblížení k neproniknutelné skutečnosti se staly věcné a detailní záznamy. Časté opakování podrobných, až geometrických popisů, vzpomínek či halucinačních představ vytvářelo u diváka pocit, že dílo může mít nějakou logiku.
Jako herec vystoupil ve filmu Le Temps retrouvé (Čas znovu nalezený) režiséra Raoula Ruize. V této adaptaci posledního dílu Proustova Hledání ztraceného času ztvárnil epizodní roli Goncourta.
- L'Année dernière à Marienbad, 1962 (Loni v Marienbadu). Scénář.
- Begegnung mit Fritz Lang, 1963. Scénář.
- L'Immortelle, 1963. Scénář i režie
- Trans-Europ-Express, 1966. Scénář i režie.
- L'Homme qui ment, 1968 (Muž, který lže). Scénář i režie.
- L'Éden et après, 1970 (Eden a potom). Scénář i režie.
- Glissements progressifs du plaisir, 1974. Scénář i režie.
- Le Jeu avec le feu, 1975 (Hra s ohněm). Scénář i režie.
- La Belle captive, 1983 (Kráska v zajetí). Scénář a režie.
- Un bruit qui rend fou, 1995 (Hluk k zešílení). Spolupráce na scénáři a režii.
- Taxandria, 1996. Spolupráce na scénáři.

## Souvislosti
V 60. letech patřila díla Alaina Robbe-Grilleta k oblíbeným diskusním tématům v literárních kruzích i v tehdejším Československu, což ve svém románu Soukromá vichřice ironizoval Vladimír Páral.